# Attaque d'Inates (1er juillet 2019)
Pour les articles homonymes, voir Attaque d'Inates.
Guerre du Sahel
Batailles
- Tlemss
- 1re Tilwa
- Tabankort
- Ouraren
- Adrar Bouss
- Agadez et Arlit
- Tchibarakaten
- Mangaïzé
- Tazalit
- 1re Bani Bangou
- 2e Tilwa
- Wanzarbé
- Abala
- Midal
- 1re Tongo Tongo
- 1re Ayorou
- 2e Tongo-Tongo
- Baley Beri
- 1re Inates
- 2e Inates
- Sanam
- Chinégodar
- 2e Ayorou
- 2e Bani Bangou
- Taroun
- Torodi
- Adabda
- Intagamey
- Koutougou
- Tabatol
- Takanamat
- Teguey
- Chatoumane

L'attaque d'Inates a lieu le 1er juillet 2019, pendant la guerre du Sahel.

## Déroulement
Le 1er juillet 2019, à 14 h 30, les djihadistes de l'État islamique dans le Grand Sahara lancent une attaque contre un poste militaire de l'armée nigérienne, près de la ville d'Inates,. L'assaut débute par l'explosion de deux véhicules kamikazes à l'entrée du camp,,. La caserne est en partie incendiée. Des djihadistes à motos engagent ensuite la fusillade,.
Après les premières alertes, deux avions de reconnaissance français et américain survolent la zone. Deux Mirage 2000 décollent ensuite à Niamey.
Selon le ministère nigérien de la Défense, l'attaque est repoussée grâce à un appui aérien fourni par des « partenaires ». Les assaillants se replient au Mali,. Des opérations de ratissage sont ensuite organisées,.

## Pertes
Le 2 juillet, le ministère nigérien de la Défense annonce que le bilan est d'au moins 18 morts dont un officier;le lieutenant A.Wahab Aboubacar et quatre disparus dans les rangs de l'armée nigérienne,,. Selon lui, un camion a été détruit par les frappes aériennes et plusieurs assaillants ont été « neutralisés »,. Les victimes sont enterrées le lendemain à Tillabéri.
D'après une source de l'agence Reuters proche des services de sécurité, les djihadistes emportent avec eux une dizaine de véhicules de l'armée nigérienne. Selon RFI, neuf véhicules ont été incendiés.
L'État islamique en Afrique de l'Ouest revendique l'attaque le 3 juillet, signe des liens resserrés entre ce groupe et l'État islamique dans le Grand Sahara,. Le groupe affirme que les « soldats du califat » se sont emparés d'armes et ont fait des dizaines de morts et de blessés parmi les soldats nigériens. Il indique que deux hommes sont morts en kamikazes, mais que les combattants sont « retournés sains et saufs dans leurs positions ».

## Suites
Le 15 juillet 2019, un chef touareg, Almoubacher Ag Alamjadi, est assassiné près d'Inatès par des hommes de l'État islamique dans le Grand Sahara, deux mois et demi après le meurtre de son père.
En septembre 2019, le Niger accuse le HCUA de complicité avec les djihadistes,. Selon un document officiel nigérien consulté par RFI, du matériel pris lors de l'attaque d'Inates est acheminé sur le site de cantonnement du HCUA à Tin Fadimata, dans la région de Menaka. Le HCUA conteste pour sa part ces accusations.